# Gauche : quelle majorité électorale pour 2012 ?
« Gauche : quelle majorité électorale pour 2012 ? » est une note de réflexion de 82 pages élaborée en mai 2011 par la fondation Terra Nova, un club de réflexion proche de l'aile droite du Parti socialiste, qui a « fait grand bruit » à sa publication, critiquée par les sondeurs, les politiques de tous bords et les universitaires.
Cette analyse, associant sociologie, histoire et sciences politiques, proposait de manière schématique trois stratégies possibles. L'une des trois stratégies proposées prenait ses distances avec l'ouvriérisme et conseillait, selon ses détracteurs, de ne plus chercher à représenter les ouvriers, voire de les « abandonner » pour mettre en avant des concepts tournant autour de la jeunesse, des femmes et des immigrés. Cette interprétation est cependant démentie par Terra Nova et la note est critiquée avec virulence par la gauche dès sa publication puis pendant dix ans, la nouvelle direction de Terra Nova s'en désolidarisant dès 2014.
Cette étude sera abondamment citée, la plupart du temps pour la critiquer, dans plusieurs campagnes pour l'élection présidentielle en France, notamment celle de 2012, puis au moment de la percée d'Éric Zemmour dans celle de 2021, dont les soutiens estiment que « la gauche s'est terranovisée en une décennie, lentement mais sûrement, tout en le niant ».

## Contexte
Depuis sa fondation à l'été 2008, la fondation Terra Nova est présidée par Olivier Ferrand et a déjà publié plus de 550  « notes d’actualité » au cours de ses deux premières années d'existance, des notes « du changement climatique aux jeux d’argent en ligne, en passant par la réduction des déficits budgétaires ». La fondation propose à la presse des partenariats, notamment à Rue89, Métro et le Nouvel Observateur ou encore Libération, ce dernier lui sous-traitant, aux débuts de la fondation, deux pages mensuelles d’analyses.
Le 10 mai 2011, elle publie cette note de réflexion qui « fait grand bruit », un an exactement avant le second tour de l'élection présidentielle française de 2012.
Depuis octobre 2009, les adhérents du Parti socialiste avaient approuvé à 67,91 %, le principe des primaires ouvertes pour la présidentielle de 2012 et la primaire citoyenne de 2011 doit désigner son candidat à cette élection, avec un vote prévu début octobre 2011. Terra Nova revendique la paternité de cette innovation mais personne ne pense que cette « boîte à idées » ait eu une quelconque influence sur la décision prise par la première secrétaire du PS Martine Aubry, de le soumettre au vote des militants, selon une enquête publiée en 2010 dans Le Monde diplomatique, journal par ailleurs très sceptique sur un mode de désignation qui « octroie aux médias et aux experts le pouvoir de choisir les candidats à la place des militants ».
A cinq mois de cette primaire, Dominique Strauss-Kahn, pilier de l'aile droite du PS et proche de la direction de fondation Terra Nova, semble bien placé dans les sondages pour la présidentielle de 2012. Ceux publiés en avril et mai 2011 prévoient alors une nette victoire du PS au second tour face au président sortant, quel que soit son candidat. François Hollande est donné gagnant avec entre 56% et 60%, Martine Aubry avec 56% et Dominique Strauss-Kahn avec entre 63% et 65%. Mais ce dernier devra abandonner. Quatre jours seulement après la publication de la note de Terra Nova, l'attention des politiques et de la presse est captée par un nouvel événement, l'affaire Dominique Strauss-Kahn, qui éclate à New-York, où il est accusé d'agression sexuelle par Nafissatou Diallo, l'employée de l'hôtel dont il était client.

## Les trois propositions
Titrée "Gauche : quelle majorité électorale pour 2012 ?", la note est signée par Romain Prudent, Bruno Jeanbart et le président de Terra Nova Olivier Ferrand, proche de Dominique Strauss-Kahn et décédé un an plus tard.
Le texte formule trois propositions de stratégie électorale, sur la base d'analyse sociologiques et historiques plus ou moins étayées. Il estime, dans l'un des 3 choix possibles, qu'une « nouvelle coalition » électorale de gauche émerge : « la France de demain », jugée « plus jeune, plus diverse, plus féminisée » que les précédentes et « unifiée par des valeurs culturelles, progressistes ». Mai 68 aurait causé « une première rupture entre la gauche et la classe ouvrière » et entrainé la première vers un « libéralisme culturel » , affirme la note, sans étayer, en soulignant que les derniers sondages d'opinion placent le Front national en tête du vote ouvrier, catégorie jugée en « déclin démographique », d'où l'obsolescence d'un « discours politique de gauche ouvriériste »,, selon cette note, qui propose de s'y adapter en mettant plutôt en valeur les jeunes, femmes et immigrés,.
Terra Nova a reçu un mois et demi après cette note, le 29 juin 2011, une récompense importante, le prix Think Tank français de l'année 2011, décerné par l'assemblée des chambres françaises de commerce et d’industrie, l'observatoire français des think-tanks et le groupe de communication et de lobbying i&e.

## Réactions politiques immédiates
Dès sa publication, la note a déclenché une tempête de protestations, d'abord à gauche, puis à droite,,,. Le PCF déclare que Terra Nova se « saborde idéologiquement », et un porte-parole de Ségolène Royal critique aussi cette note, jugeant qu'il est impossible de gagner « sans adhésion des milieux populaires ». S'éloigner d'eux serait une « choix mortifère pour la gauche », déclare  le groupe dit "Solférino 2012", regroupant 60 députés proches de Martine Aubry. Les critiques viennent même de l'aile droite du PS: Bruno Le Roux, proche de François Hollande, dénonce un débat « totalement à côté de la plaque » et le strauss-kahnien Pierre Moscovici une « erreur ontologique, éthique, politique, de renoncer à la classe ouvrière ». Le plus critique est Jean-Luc Mélenchon, dont le parti devient célèbre pour « fracasser Terra Nova » et qui « réhabilite la classe ouvrière que le club Terra Nova  voulait disqualifier hors du champ politique » afin de la « ramener en pleine lumière », souligne L'Humanité. La polémique s'envenime. Terra Nova répond lors de la présidentielle suivante que Mélenchon ne se livre en fait qu'à « une opération rituelle de purification » et que le changement de régime qu'il veut est empreint de « grossières contradictions, qui le rendent tout à la fois nébuleux et dangereux ».
A droite, le secrétaire général de l'UMP Jean-François Copé a fustigé le « cynisme électoral », les « intérêts électoraux et marketing » des socialistes, et le Front national leur "abandon des classes populaires".
La polémique ne retombant pas, dans l'année qui suit, la notoriété de Terra Nova est remarquée par la presse pour avoir augmenté d'un tiers. Selon une enquête de l'institut IPSOS effectuée du 27 au 30 mars 2012, c'est le plus connu des think tanks devant l’Institut Montaigne: 36% de notoriété, contre 24% novembre 2011

## Démentis puis prise de distance de Terra Nova
La polémique nationale incluant tous les partis amène un démenti très rapide de Terra Nova, qui estime que sa note a été présentée de manière déformée. « Terra Nova n'engage pas le PS » déclare alors à l'AFP Olivier Ferrand, qui dément fermement proposer au PS d'abandonner les milieux populaires, et souligne n'avoir fait que distinguer plusieurs stratégies, sans trancher entre elles. Olivier Ferrand signe un mois plus tard une tribune où il dément à nouveau conseiller d'abandonner les classes populaires.
Terra Nova lance le 24 janvier suivant, avec Respect Magazine, un appel aux candidats à la présidentielle 2012, baptisé « France métissée ». Trois des quatre candidats les mieux placés, François Hollande, Nicolas Sarkozy et Jean-Luc Mélenchon  lui répondent , mais froidement. Terra Nova échoue ainsi à leur faire signer un pacte sur la  «France métissée», du type de celui rédigé lors de la présidentielle de 2007 sur les questions de l'écologie par Nicolas Hulot. Olivier Ferrand, président de Terra Nova, déplore alors que «la diversité, comme les quartiers populaires font aujourd'hui partie des sujets orphelins de la campagne» et que sur la quinzaine de propositions de son appel, « une seule a été reprise », par François Hollande, une défiscalisation incitative d'emplois réservés aux habitants des quartiers populaires. L'éditorialiste Éric Zemmour, dans Le Figaro, s'empare alors de la notoriété de Terra Nova, estimant que dans son  meeting de Marseille, « sans doute exalté par son public, Jean-Luc Mélenchon a fait un éloge vibrant de la France métissée » et que dès le lendemain, il a baissé dans les sondages car il « ne peut à la fois tenir un discours ouvriériste et un autre multiculturaliste (...) parler comme Georges Marchais et comme Terra Nova ».
Olivier Ferrand décède le 30 juin 2012 peu après l'élection de François Hollande. En 2014, trois ans après la note contestée de 2011, Thierry Pech, nouveau directeur de Terra Nova, a publiquement pris ses distances avec ce document. Dans les années suivantes, il a dénoncé des « interprétations de convenance » qui selon lui ne « tiennent pas debout », puis musclé son discours, en reprochant cette fois à la gauche de promouvoir «des gens qui parlent un langage technocratique et désincarné», tirant les conclusions nécessaires, selon lui, de ces polémiques en titrant en 2021 un tribune dans le Monde « Il ne suffit pas de déclarer sa fidélité aux classes populaires pour les rencontrer ». Dans un livre publié en 2021, il évoque cette fois les foyers modestes confrontés à la hausse des prix de l'énergie, sons considération d'âge, de sexe ou d'origine, en estimant que les propriétaires bailleurs de devraient plus avoir « le droit de louer des passoires thermiques ». L'hebdomadaire Valeurs Actuelles estime cependant de son côté que « la gauche s’est “terranovisée” en une décennie", lentement mais sûrement, tout en le niant ».

## Positions des universitaires
Les universitaires sont également très critiques envers cette note. La démographe Michèle Tribalat la conteste en estimant que les populations immigrées sont en réalité conservatrices et difficilement prêtes « à accepter les réformes sociétales défendues par la gauche », notamment le "mariage pour tous". L'analyse de Terra Nova s'inscrit dans les luttes symboliques qui mobilisent les figures du « beauf » et du « bobo », le second apparaissant alors comme le « cœur de cible » de l’électorat visé par la fraction dominante « sociale-libérale » du PS, observe le sociologue Gérard Mauger en 2014, période où il constate que « l’extrême droite, sous ses diverses formes, s’impose dans l’agenda politique, médiatique, intellectuel ».

## Livre d'Hervé Algalarrondo
Le journaliste Hervé Algalarrondo, rédacteur en chef adjoint au service politique du Nouvel Observateur, y consacre un des chapitres de son essai publié quelques mois après la première polémique, en octobre 2011, et titré La Gauche et la préférence immigrée. Le livre fait à la fois l'éloge de la note et la dénonciation de l'usage qu'en aurait fait le PS, qui selon lui s'en serait inspiré. Salué par les magazines Marianne et Valeurs actuelles l'ouvrage dénonce un programme socialiste pour l'élection 2012 dominé par la « régularisation de tous les sans-papiers ». Cette mesure « n’est pas seulement un mot d’ordre antirépublicain, dans la mesure où elle fait fi des prérogatives de l’État. C’est aussi, et plus encore, un mot d’ordre anti-ouvriers, dans la mesure où c’est, par nature, la catégorie sociale la plus touchée par l’arrivée de nouveaux migrants », y écrit l'auteur, selon Valeurs actuelles. L’auteur y invente le terme de « prolophobie », qui qualifierait une crainte de la part du PS d’un monde ouvrier que ce parti jugerait raciste et acquis à la droite, d'anciens leaders de Mai 68 ralliés au PS reprochant aux ouvriers d'avoir accepté les accords de grenelle.
Cinq ans plus tard, ce livre subit cependant une critique virulente dans l'ex-journal de l'auteur, qui a fusionné avec le site d'informations Rue89, et où un des journalistes, Martin Deleixhe, dénonce « un assemblage peu convaincant de provocation et de paresse intellectuelle », ne citant ni donnée économique ni étude sociologique pour étayer sa thèse et se reposant uniquement sur « quelques éditoriaux de Marianne ». Martin Deleixhe se demande en particulier « pourquoi la gauche défendrait-elle exclusivement les immigrés, dont le poids électoral est limité, alors que les classes moyennes ou les employés constituent depuis les Trente Glorieuses le plus gros de l’électorat ? ».

## Analyse des sondeurs
Entre-temp, selon Jérôme Fourquet, spécialiste des sondages de l'Ifop, les mauvais conseils de Terra Nova auraient expliqué l'échec de Claude Bartolone aux élections régionales de 2015 face à la candidate de la droite Valérie Pécresse, qu'il avait présentée comme celle qui défend « la race blanche », lui-même se faisant le défenseur des « minorités », ce qui a contribué à placer « au cœur de la campagne ce type de représentations, en faisant de la question de l'identité le clivage majeur », avec pour conséquence de provoquer le basculement des votes des électeurs du Front national vers la droite.
Lors de la primaire française de la droite et du centre de 2016, et bien que la nouvelle direction de Terra Nova l'aient depuis dénoncée, la note de 2011 aurait également coûté à Alain Juppé sa défaite, selon Jérôme Fourquet.
En voulant « extrémiser » son adversaire François Fillon, en l'attaquant sur l'IVG et sa conception « traditionaliste », Alain Juppé n'a fait « qu'accroître la détermination et la mobilisation de l'électorat de droite et des sympathisants frontistes » contre lui. Comme Claude Bartolone, Alain Juppé aurait voulu, selon Fourquet, s'adresser à la « France de demain », définie par Terra Nova comme étant une France « plus jeune, plus féminine, plus diverse, plus diplômée mais aussi plus urbaine et moins catholique. » En procédant ainsi, « il amplifia la mobilisation d'une autre France en faveur de son rival. »

## Conséquences
Cette note "a déchiré la gauche française" et son esprit a ensuite constitué "la matrice originelle du macronisme", analysera le magazine Marianne, en constatant qu'une décennie plus tard, rien qu’à son évocation les mots de « suicide »« tragédie » et « erreur ontologique » revenaient à gauche. En réaction à cette matrice, le populisme de gauche, incarné par Jean-Luc Mélenchon, a prospéré.
La presse et les politiques l'ont entre temps commentée pendant des années, Le Figaro la résumant en 2014 à un projet de « capter l'électorat immigré ».
Au cours des deux années qui ont suivi, Terra Nova a été critiquée, notamment  dans Charlie Hebdo, pour une supposée influence du « lobby bancaire ». L'économiste Gaël Giraud motive son désengagement de Terra Nova ainsi : « J’ai cessé ensuite de venir aux réunions, qui n’aboutissaient à rien, des financiers étant tout le temps là pour empêcher la réflexion. ».
Pour Laurent Léger, journaliste à Charlie Hebdo, en 2013, le poids des financiers est devenu considérable au sein de Terra Nova : BNP Paribas y siège, ainsi qu'Ernst et Young, un des principaux cabinets d'audit financier au monde. Mais le journaliste pointe tout particulièrement la banque Rothschild, également présente par le biais de l’un de ses associés au sein du conseil d'administration, Guillaume Hannezo, lequel « est omniprésent depuis juin 2012 et se montre particulièrement interventionniste, sans commune mesure avec les autres administrateurs. »